# Charlie rate son mariage

Charlie rate son mariage  est un film américain de Leo McCarey sorti en 1925.

## Synopsis
Quelques instants avant son mariage, Charlie reçoit de son témoin un message anonyme l'avertissant que sa future épouse a une jambe de bois. Or celle-ci, qui a fait un faux pas en s'habillant, arrive dans l'église en boitant. Il glisse donc sa main vers les jambes de sa fiancée en pleine cérémonie et touche une canne en bois que son témoin a glissée à cet endroit. Charley annule alors le mariage. Son témoin s'arrange pour récupérer la bague de la jeune femme, qui a une très grande valeur, et la cache dans un chapeau que Charley emporte avec lui. Le témoin le suit alors partout, jusque sur un bateau en partance pour les mers du Sud. Charley finit par trouver la bague dans le revers du chapeau et comprend la trahison de son ami. Il plonge alors dans la mer et va retrouver sa fiancée qui l'avait suivi sur un yacht avec son père.

## Fiche technique
- Titre original : His Wooden Wedding
- Titre français : Charlie rate son mariage
- Réalisation : Leo McCarey
- Photographie : Glen Carrier
- Montage : Richard C. Currier
- Producteur : Hal Roach
- Société de production : Hal Roach Studios
- Société de distribution : Pathé Exchange
- Pays d'origine :  États-Unis
- Langue : Anglais
- Format : 1.33 : 1, 35mm, noir et blanc
- Durée : 20 minutes
- Date de sortie : 20 décembre 1925

## Distribution
- Charley Chase : Le marié
- Katherine Grant : La mariée
- Gale Henry : Femme sur le bateau
- Lyle Tayo (non créditée) :